# Joachim Schepke
Joachim Schepke (Flensburg, 8 maart 1912 - Atlantische Oceaan, 17 maart 1941) was een Duitse U-boot-kapitein bij de Kriegsmarine die tijdens de Tweede Wereldoorlog 28 schepen tot zinken bracht. Schepke was niet een van de meest succesvolle kapiteins maar wel een van de meest populaire. Dit kwam doordat hij vanwege zijn fotogenieke uiterlijk veel in propagandabladen te zien was, ook zocht hij zelf vaak de aandacht op.

## Zijn profiel
Schepke wordt gezien als een van de grootste zeestrategen vanwege zijn goed bedachte aanvalstactieken, die ook nog na zijn dood zouden worden toegepast. Hij schreef ook een aantal romans over het leven aan boord van een U-boot; deze romans waren geïllustreerd met door hemzelf gemaakte tekeningen.
Schepke die bekendstond om zijn knappe uiterlijk had de bijnaam Hare Majesteits knapste zeeman. De term 'Hare Majesteit' duidde hierbij op Adolf Hitler.
Schepke kwam in maart 1941 voor de kust van IJsland om het leven toen zijn U-boot, de U 100 werd bestookt met dieptebommen. Schepkes boot raakte zwaar beschadigd en daarom genoodzaakt boven water te komen. Eenmaal aan de wateroppervlakte aangekomen kwam Schepkes schip in dichte mist in botsing met de Britse torpedobootjager HMS Vanoc. De HMS Vanoc ramde de U 100 daadwerkelijk en raakte de U-boot met zijn boeg aan bakboordzijde waardoor Schepke vermorzeld werd tussen de commandotorenverschansing en de periscoopbun. De commandotoren werd hierbij van de romp afgescheurd. Schepke stond boven op de toren, hij was op slag dood. Van de 45 bemanningsleden van de U-boot konden er 27 worden gered. Schepkes lichaam werd later uit zee opgevist.

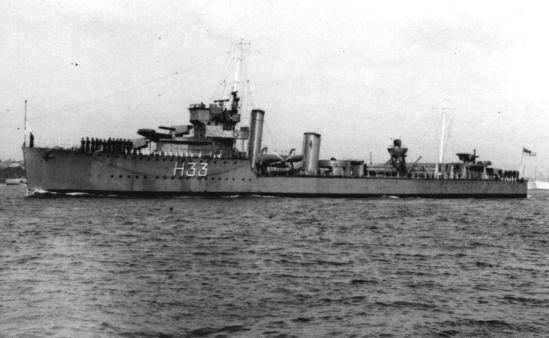
HMS Vanoc, maart 1939. HMS Vanoc ramde de U 100 en die zonk, met verlies van alle bemanningsleden, zes overlevenden werden uit het water gehaald, april 1941.

## Successen
- 36 schepen voor een totaal van 153.677 BRT
- 4 schepen beschadigd voor een totaal van 17.229 BRT
- 1 schip volledig vernietigd met een totaal van 2.205 BRT

## Militaire loopbaan
- Offiziersanwärter: 1 april 1930[2][3]
- Seekadett: 9 oktober 1930[2][3]
- Fähnrich zur See: 1 januari 1932[2][3]
- Oberfähnrich zur See: 1 april 1931 - 1 april 1934[2][3]
- Leutnant zur See: 1 oktober 1934[2][3]
- Oberleutnant Zur See: 1 juni 1936[2][3]
- Kapitänleutnant: 1 juni 1939[2][3]

## Decoraties
- Ridderkruis van het IJzeren Kruis op 24 september 1940 als Kapitänleutnant en Commandant van de U 100 / 7.Unterseebootsflottille[2][3][4][5]
- Ridderkruis van het IJzeren Kruis met Eikenloof (nr.7) op 1 december 1940 als Kapitänleutnant en Commandant van de U 100 / 7.Unterseebootsflottille[2][3][4][5]
- IJzeren Kruis 1939, 1e klasse (27 februari 1940)[2][3][5][6] en 2e klasse (1 juni 1939)[3][5][6]
- Onderzeebootoorlogsinsigne 1939[3][6]
- Onderzeebootoorlogsinsigne 1939 met Briljanten in 1941[5]
- Hij werd zes maal genoemd in het Wehrmachtsbericht. Dat gebeurde op:
- 29 augustus 1940[3][5][7]
- 22 september 1940[3][5][8]
- 21 oktober 1940[3][5][9]
- 26 november 1940[3][5][10]
- 20 december 1940[3][5][11]
- 25 april 1941[5][12]

## U-bootcommando's
- U 3: 29 Okt. 1938 - 2 Jan. 1940 - 3 patrouilles (samen 24 dagen)
- U 19: 3 Jan. 1940 - 30 april 1940 - 5 patrouilles (samen 64 dagen)
- U 100: 30 mei 1940 - 17 maart 1941: (+) - 6 patrouilles (samen 112 dagen)